# Calle Estrella
La Calle Estrella es un corto tramo de calle (menos de 1 kilómetro de longitud) que se desplaza de norte a sur a través del centro Rockwellen Makati, en el área metropolitana de Manila, Filipinas. Se extiende desde su intersección con la Avenida Epifanio de los Santos hasta su punto más septentrional de la avenida JP Rizal, en la orilla sur del río Pasig. La calle forma la frontera entre el pueblo de la ciudad de Makati (Población) hacia el oeste, donde se encuentra el centro Rockwell, y Guadalupe Viejo hacia el este. También sirve como límite entre el pueblo residencial de Bel-Air y Palm Village.
La calle lleva el nombre de Máximo Estrella y Bondoc, el alcalde municipal número 14 de Makati entre 1956 y 1969.